# Sürekli, Kızıltepe
Sürekli là một xã thuộc huyện Kızıltepe, tỉnh Mardin, Thổ Nhĩ Kỳ. Dân số thời điểm năm 2010 là 2.187 người.